# Парамонова, Нина Аркадьевна
Ни́на Арка́дьевна Парамо́нова (5 июля 1961, Удмуртская АССР) — советская лыжница, выступавшая на всесоюзном уровне в середине 1970-х — начале 1980-х годов. На соревнованиях представляла добровольные спортивные общества «Урожай» и «Буревестник», трёхкратная чемпионка СССР по лыжным гонкам, победительница Всемирной Универсиады, мастер спорта СССР международного класса.

## Биография
Нина Парамонова родилась 5 июля 1961 года в Удмуртской АССР. Активно заниматься лыжными гонками начала с раннего детства, проходила подготовку в городе Можга в можгинском филиале детско-юношеской спортивной школы олимпийского резерва при ветеринарном техникуме, тренировалась под руководством заслуженного тренера СССР Сергея Яковлевича Плеханова. Состояла в добровольном спортивном обществе «Урожай».
Первого серьёзного успеха на всесоюзном уровне добилась в сезоне 1976 года, когда вошла в основной состав сельских добровольных спортивных обществ и побывала на чемпионате СССР в Мурманске, откуда привезла награду бронзового достоинства, выигранную в программе эстафеты 4 × 5 км совместно с партнёршами Татьяной Радюшиной, Ниной Дунаевой и Раисой Сметаниной — на финише их опередили только команды спортивных обществ «Труд» и «Спартак». Год спустя на всесоюзном первенстве в Сыктывкаре вместе с Валентиной Леванидовой, Татьяной Кисляковой и Раисой Сметаниной одержала в эстафете победу.
Впоследствии Парамонова перешла в спортивное общество «Буревестник» и на крупных соревнованиях стала представлять город Ижевск. Так, в 1981 году на лично-командном чемпионате СССР в Апатитах она завоевала золотую медаль в индивидуальной гонке на 30 км. Последний раз показала сколько-нибудь значимый результат на всесоюзном уровне в сезоне 1983 года, когда на чемпионате страны в Сыктывкаре в составе сборной команды спортивного общества «Урожай» вновь выиграла эстафетную гонку 4 × 5 км. Также имеет в послужном списке награды, полученные на Всемирной Универсиаде и на первенстве мира. За выдающиеся спортивные достижения удостоена почётного звания «Мастер спорта СССР международного класса».
Ныне вместе с известной советской лыжницей Галиной Кулаковой проживает в селе Италмас.